# StatoilHydro
StatoilHydro es una compañía noruega dedicada al sector energético, formada por la fusión de las empresas Statoil, encargada de la división de petróleo y la empresa de gas Norsk Hydro en el año 2007.
StatoilHydro es la mayor empresa extractora de petróleo y gas en el mundo y la más grande por ingresos en la región nórdica. La compañía es una empresa integrada de petróleo con operaciones de producción en trece países y en ocho operaciones de venta al por menor. Por capitalización bursátil en 2008, StatoilHydro fue clasificada por la revista Fortune como la 11.ª más grande del mundo de petróleo y gas, y como la 59.º empresa más grande del mundo.